# Un figlio a metà
Un figlio a metà è una miniserie televisiva trasmessa su Rai 2 il 15 e il 17 dicembre 1992 e poi replicato più volte anche negli anni duemila. Circa due anni dopo è stato prodotto il seguito del film: Un figlio a metà - Un anno dopo. Il protagonista è Gigi Proietti.

## Trama
Sandro Giacomelli (Gigi Proietti) è un ex attore che, dopo il divorzio dalla moglie Nathalie (Kathy Connelly), ha abbandonato la recitazione diventando doppiatore, per potersi prendere cura del figlio Luca (Matteo Bellina).
Dopo diversi anni, dopo aver trovato un equilibrio tra il lavoro, il figlio e la nuova compagna Francesca (Bettina Giovannini), Nathalie ricompare a sorpresa, chiedendo di poter rivedere il figlio, e sfruttando il fatto che figura sul passaporto di entrambi i genitori, riesce a portarlo con sé a Miami.
Sandro denuncia subito il rapimento alle autorità ma la diplomazia italiana non può ottenere che le autorità americane obblighino la donna, cittadina americana, a riconsegnare il bambino. Deciso a riprendersi il figlio, Sandro, dopo aver venduto quasi tutti i beni personali per pagarsi il viaggio, parte per Miami chiedendo al suo vecchio amico Carlo (Andrea Giordana), che vive a Boston, di raggiungerlo lì per aiutarlo nelle ricerche.
Scontrandosi con una società non disposta ad aiutare un uomo che vuole sottrarre il figlio alla madre e dopo affannose ricerche, Sandro trova finalmente Luca, a cui la madre aveva detto che il padre sapeva del viaggio a Miami; il ragazzo, nonostante sia felice di vivere a Miami con la madre e il nuovo compagno, chiede al padre di riportarlo in Italia. Sandro e Luca, per non essere scoperti organizzano una serie di depistaggi cambiando più volte aereo prima di lasciare finalmente l'America e raggiungere Roma, dove ora è Sandro ad avere la legge dalla sua parte. Ad attenderli all'aeroporto c'è Francesca: ora finalmente i tre possono diventare una vera famiglia.